# Ready an’ Willing
Ready an' Willing ist das 1980 veröffentlichte dritte Studioalbum der britischen Hard-Rockband Whitesnake.

## Produktion
Das Album wurde von Dezember 1979 bis Februar 1980 in den Ridge Farm Studios und dem Studio Rusper & Central Recorders Studio & Sauna (London) aufgenommen. Martin Birch war wie bei den beiden Vorgängeralben der Produzent. Es war das erste Album mit Ian Paice von Deep Purple, der Dave Dowle ersetzt hatte. Das Album enthielt den Hit Fool for Your Loving, der später auf Slip of the Tongue in einer Neuaufnahme erschien.

## Titelliste
| No. | Titel                  | Autoren                                                     | Länge |
| --- | ---------------------- | ----------------------------------------------------------- | ----- |
| 1.  | "Fool for Your Loving" | David Coverdale, Micky Moody, Bernie Marsden                | 4:17  |
| 2.  | "Sweet Talker"         | Coverdale, Marsden                                          | 3:38  |
| 3.  | "Ready an' Willing"    | Coverdale, Moody, Marsden, Neil Murray, Jon Lord, Ian Paice | 3:44  |
| 4.  | "Carry Your Load"      | Coverdale                                                   | 4:06  |
| 5.  | "Blindman"             | Coverdale                                                   | 5:09  |

| No. | Titel                     | Autoren            | Länge |
| --- | ------------------------- | ------------------ | ----- |
| 6.  | "Ain't Gonna Cry No More" | Coverdale, Moody   | 5:52  |
| 7.  | "Love Man"                | Coverdale          | 5:04  |
| 8.  | "Black and Blue"          | Coverdale, Moody   | 4:06  |
| 9.  | "She's a Woman"           | Coverdale, Marsden | 4:07  |

| No. | Titel                                                                        | Autoren                      | Länge |
| --- | ---------------------------------------------------------------------------- | ---------------------------- | ----- |
| 10. | "Love for Sale"                                                              | Coverdale                    | 3:05  |
| 11. | "Ain't No Love in the Heart of the City" (Live at the Reading Festival 1979) | Michael Price, Dan Walsh     | 6:54  |
| 12. | "Mistreated" (Live at the Reading Festival 1979)                             | Coverdale, Ritchie Blackmore | 13:30 |
| 13. | "Love Hunter" (Live at the Reading Festival 1979)                            | Coverdale, Moody, Marsden    | 5:56  |
| 14. | "Breakdown" (Live at the Reading Festival 1979)                              | Coverdale, Moody             | 5:38  |

## Mitwirkende
Whitesnake
- David Coverdale – Gesang
- Micky Moody – Gitarre, Begleitgesang
- Bernie Marsden – Gitarre, Begleitgesang
- Neil Murray – Bass
- Ian Paice – Schlagzeug
- Jon Lord – Keyboard

Produktion
- Martin Birch – Produzent, Toningenieur, Abmischung

Design
- David Coverdale – original sleeve concept
- George Bodnar – inner sleeve photography

## Charts
Das Album erreichte die britischen Albumcharts auf Platz sechs. Mit Platz 90 erreichte es auch erstmals die US-amerikanischen Billboard 200. Zudem erreichte es im Vereinigten Königreich Goldstatus.

## Rezension
Eduardo Rivadavia von AllMusic schrieb: „Despite benefiting from the expert assistance of legendary producer Martin Birch (Black Sabbath, Deep Purple, later Iron Maiden) Whitesnake's early studio albums all tended to sound unexplainably flat. Their fourth effort, 1980's Ready an' Willing, was no exception, but it did make up for this somewhat with solid songwriting. In fact, David Coverdale and company were growing increasingly more consistent and self-assured with each record, and this album's first half shows great progress over the previous year's hit-and-miss Lovehunter. “